# Rävlosta
Rävlosta (Bromus alopecuros) är en gräsart som beskrevs av Jean Louis Marie Poiret. Rävlosta ingår i släktet lostor, och familjen gräs. Utöver nominatformen finns också underarten B. a. caroli-henrici.